# Polisportiva Manlio Cavagnaro 1938-1939
Questa voce raccoglie le informazioni riguardanti la Polisportiva Manlio Cavagnaro nelle competizioni ufficiali della stagione 1938-1939.

## Rosa
| N. |                   | Ruolo | Calciatore            |
| -- | ----------------- | ----- | --------------------- |
|    | Italia (bandiera) | D     | Giordano Bonelli      |
|    | Italia (bandiera) |       | Angelo Canessa        |
|    | Italia (bandiera) |       | Alfredo Carlevaro     |
|    | Italia (bandiera) | A     | Tullio Costa          |
|    | Italia (bandiera) | A     | Mario Dalqui          |
|    | Italia (bandiera) | C     | Bruno De Negri        |
|    | Italia (bandiera) | A     | Attilio Fossati (III) |
|    | Italia (bandiera) | A     | Riccardo Fossati (I)  |
|    | Italia (bandiera) | D     | Antonio Lucchese      |

| N. |                   | Ruolo | Calciatore        |
| -- | ----------------- | ----- | ----------------- |
|    | Italia (bandiera) |       | Romolo Mazzarello |
|    | Italia (bandiera) |       | Mario Metelliano  |
|    | Italia (bandiera) |       | Domenico Oliva    |
|    | Italia (bandiera) | A     | Luigi Pantani     |
|    | Italia (bandiera) |       | Sergio Petrocchi  |
|    | Italia (bandiera) | P     | Angiolino Remaggi |
|    | Italia (bandiera) | C     | Dino Sabattini    |
|    | Italia (bandiera) |       | Amedeo Sconfienza |
|    | Italia (bandiera) | D     | Luciano Testa     |